# Kościół św. Sergiusza w Kairze
Kościół św. Sergiusza Kanisat Abu Sardża, Kanīsat Abū Sarjah (Abu Sarga) – najstarszy kairski kościół datowany na IV lub V wiek, zlokalizowany w Qasr el-Shama w Starym Kairze. Zgodnie z tradycją zbudowany jest na miejscu przebywania Świętej Rodziny w czasie pobytu w Egipcie. Kościół należy do Archidiecezji Aleksandrii Koptyjskiego Kościoła Ortodoksyjnego i jest pod wezwaniem męczenników chrześcijańskich św. Sergiusza i św. Bakchusa, żołnierzy armii rzymskiej. Część ich relikwii jest przechowywana w tym kościele. 
Tradycja lokalnego Kościoła koptyjskiego wiąże lokalizację kościoła z trzytygodniowym pobytem Świętej Rodziny w Egipcie. Ma o nim świadczyć krypta zlokalizowana w dolnej części kościoła, która miała być miejscem ich zamieszkiwania. Przeprowadzone badania geofizyczne podziemnej części budowli wykluczają, by mogłaby to być oryginalna „święta krypta” i prawdopodobnie jest budowlą pochodzącą z II wieku. Na głębokości 5 metrów poniżej aktualnego dna sanktuarium naukowcy odnotowali anomalie odbić fal sejsmicznych, które wskazują na istnienie na tej głębokości zakopanego sufitu pierwotnej krypty.
W 1164 roku (24 pachons 880 A.M.) w kościele pochowany został także męczennik, święty Kościoła koptyjskiego, Basznouna (Bashnuna al-Maqari).

## Architektura
Kościół św. Sergiusza został wzniesiony na rzucie prostokąta, w formie bazyliki z nawą główną i dwiema nawami bocznymi (północną i południową), oraz narteksem. Kościół jest orientowany, z nawą główną pokrytą dwuspadowym dachem, zaś nawy boczne pokrywają płaskie, poziome zadaszenia. Charakterystyczny dach budowli ma przypominać Arkę Noego. Nawy oddzielają dwa rzędy kolumn – jedenaście jest wykonanych z białego marmuru, a tylko jedna z czerwonego granitu. Powyżej nawy bocznej istnieje galeria z dwiema kapliczkami, które są używane do kultu prywatnego i praktykowania postu przed Wielkanocą. Pierwsza jest poświęcona patronom kościoła – męczennikom Sergiuszowi i Bakchusowi, zaś druga Abrahamowi, Izaakowi i Jakubowi.
Na części kolumn widnieją wizerunki świętych. Na ikonach przedstawione są sceny z życia Chrystusa, Najświętszej Marii Panny oraz świętych. Ulokowane we wschodniej części budowli sanktuarium oddziela od nawy głównej drewniany higab, pięknie zdobiony hebanem i kością słoniową. Jego najstarsza część pochodzi z XIII wieku. Drewniany baldachim nad ołtarzem sanktuarium jest wsparty na czterech filarach. Zdobią go sceny biblijne, między innymi przedstawiające Pantokratora i Archanioła Gabriela. Apsydę za ołtarzem zdobią mozaiki i pasy z marmuru. Zadaszenie nad głównym, centralnym ołtarzem poświęconych Sergiuszowi i Bakchusowi ma formę sklepienia kolebkowego i zwieńczone jest konchą. Boczne sanktuaria – północne (poświęcone Archaniołowi Gabrielowi) i południowe (ku czci Archanioła Michała) są pokryte płytkimi kopułami. W północno-zachodniej części kościoła ulokowane jest baptysterium.
W kościele św. Sergiusza istniał, dobrze zachowany, najstarszy w Egipcie ołtarz. Został on przeniesiony do utworzonego przy kościele Muzeum Koptyjskiego. Trafiła tam także część oryginalnej drewnianej ambony.

## Muzeum Koptyjskie
Na początku XX wieku przy kościele zostało utworzone Muzeum Koptyjskie. Zostało ufundowane w 1908 roku przez przywódcę koptyjskiego, paszę Marcusa Simaika, przy aprobacie patriarchy Cyryla V, a inauguracja nastąpiła w 1910. Zostało ulokowane na piętrze dawnego monasteru, z wejściem z przedsionka kościoła. Oprócz wspomnianych wyżej artefaktów z kościoła św. Sergiusza oraz licznych fragmentów architektonicznych z okresu XIII–XVI w., zgromadzono wiele bogato iluminowanych, średniowiecznych kodeksów, ikon odwołujących się do średniowiecznego bizantyńskiego malarstwa, a także sprzętów codziennego użytku, strojów i biżuterii. W 1931 muzeum zostało upaństwowione.